# 歌川芳雪
歌川 芳雪（うたがわ よしゆき、生没年不詳）とは、江戸時代の浮世絵師。

## 来歴
歌川国芳の門人。通称は孝太郎、歌川の画姓を称し一嶺斎（いちりょうさい）と号す。江戸の人で本所一ツ目の船宿八幡屋の子。作画期は天保から文久の頃にかけてで、武者絵を良く描いた。国芳門下の美男子といわれ、国芳と特に親密にしており、下絵を国芳に請い菊慈童の刺青を全身朱色入りで刺し上げたという。深川芸者を妻とし代地河岸にて料理屋を営んだが失敗、その結果金策と称して妻は家出し、芳雪自身は精神に異常をきたして文久年間に自刃したと伝わる。なお全くの別人であるが、大坂に歌川芳梅の門人で南粋などと号した森芳雪がいる。

## 作品
- 「薩摩守忠度」　大判錦絵3枚続　東京都立図書館所蔵　※天保14年（1843年） - 弘化4年（1847年）、「一嶺斎芳雪」の落款
- 「為朝猪を退治する図」　大判錦絵3枚続　静岡県立中央図書館所蔵　※天保14年 - 弘化4年、「一嶺斎芳雪」の落款
- 「東都名所　高輪ヨリ品川お見る図」　大判錦絵3枚続　※嘉永元年（1848年）
- 「江戸名所乃内浅草」　大判錦絵　静岡県立中央図書館所蔵
- 「江戸名所乃内王子」　大判錦絵　静岡県立中央図書館所蔵
- 「相州江之島詣春の賑」　大判錦絵3枚続、藤沢市所蔵　※嘉永年間、「一嶺斎芳雪画」の落款[1]
- 「東西大相撲の図」　大判錦絵3枚続　※刊年未詳
- 「東名所の内　辰巳住梅はる　深川八幡宮」　大判錦絵